# Angluzelles-et-Courcelles
Angluzelles-et-Courcelles – miejscowość i gmina we Francji, w regionie Grand Est, w departamencie Marna.
Według danych na rok 1990 gminę zamieszkiwało 140 osób, a gęstość zaludnienia wynosiła 10 osób/km².